# Sole Street
Sole Street – osada w Anglii, w Kent. Leży 15,5 km od miasta Maidstone, 50 km od miasta Canterbury i 35,8 km od Londynu. W 2015 miejscowość liczyła 978 mieszkańców.